# Dwór Artusa w Braniewie
Dwór Artusa (niem. Artushof) – budynek znajdujący się w centrum Starego Miasta Braniewa, u zbiegu ul. Długiej (ob. Gdańskiej) i Pierwszej Kościelnej; oznaka przynależności miasta w średniowieczu do Hanzy, miejsce spotkań kupców i ośrodek życia towarzyskiego. Obiekt powstał przed rokiem 1353, został rozebrany w 1760.

## Historia

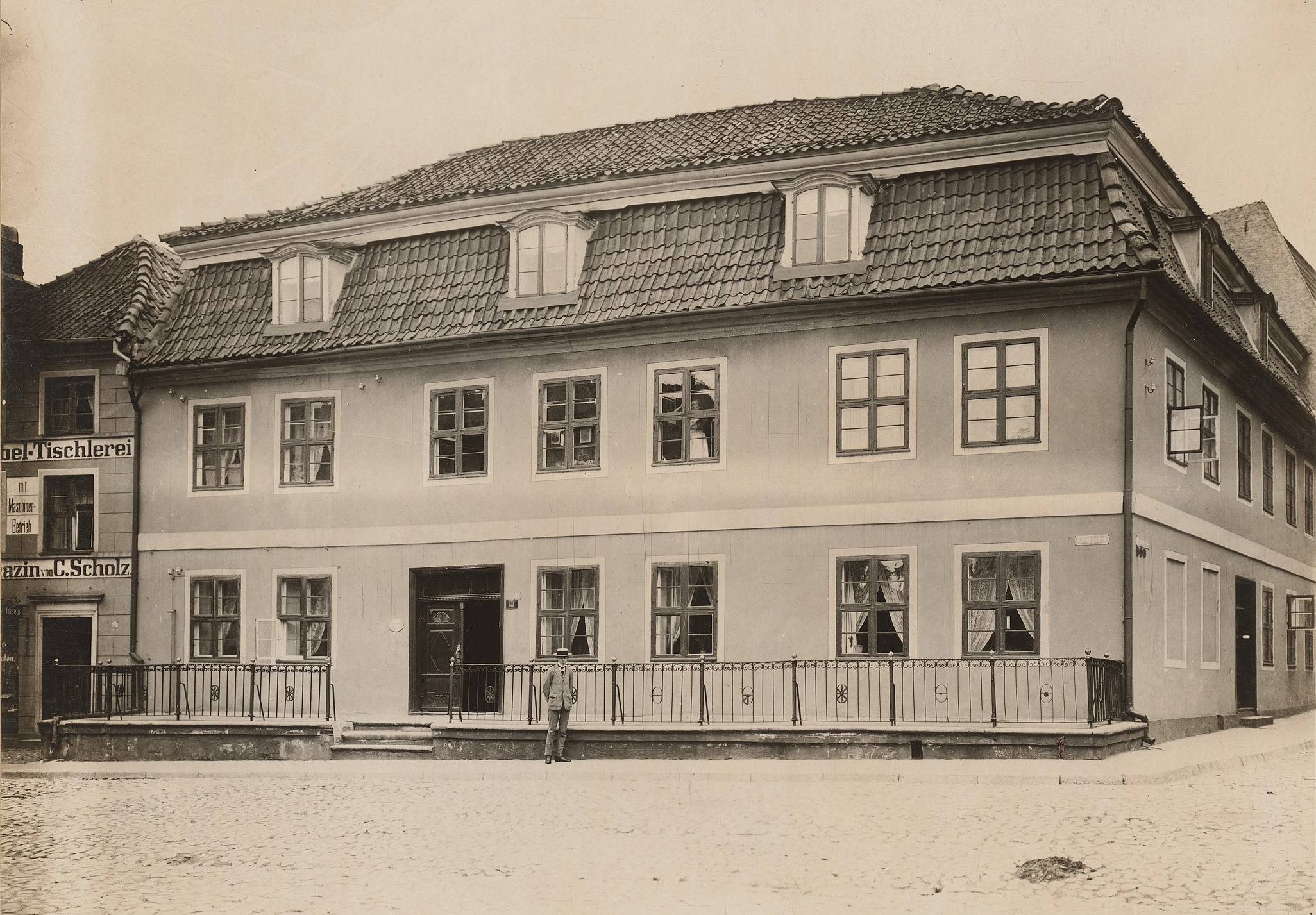
Budynek przed II wojną światową

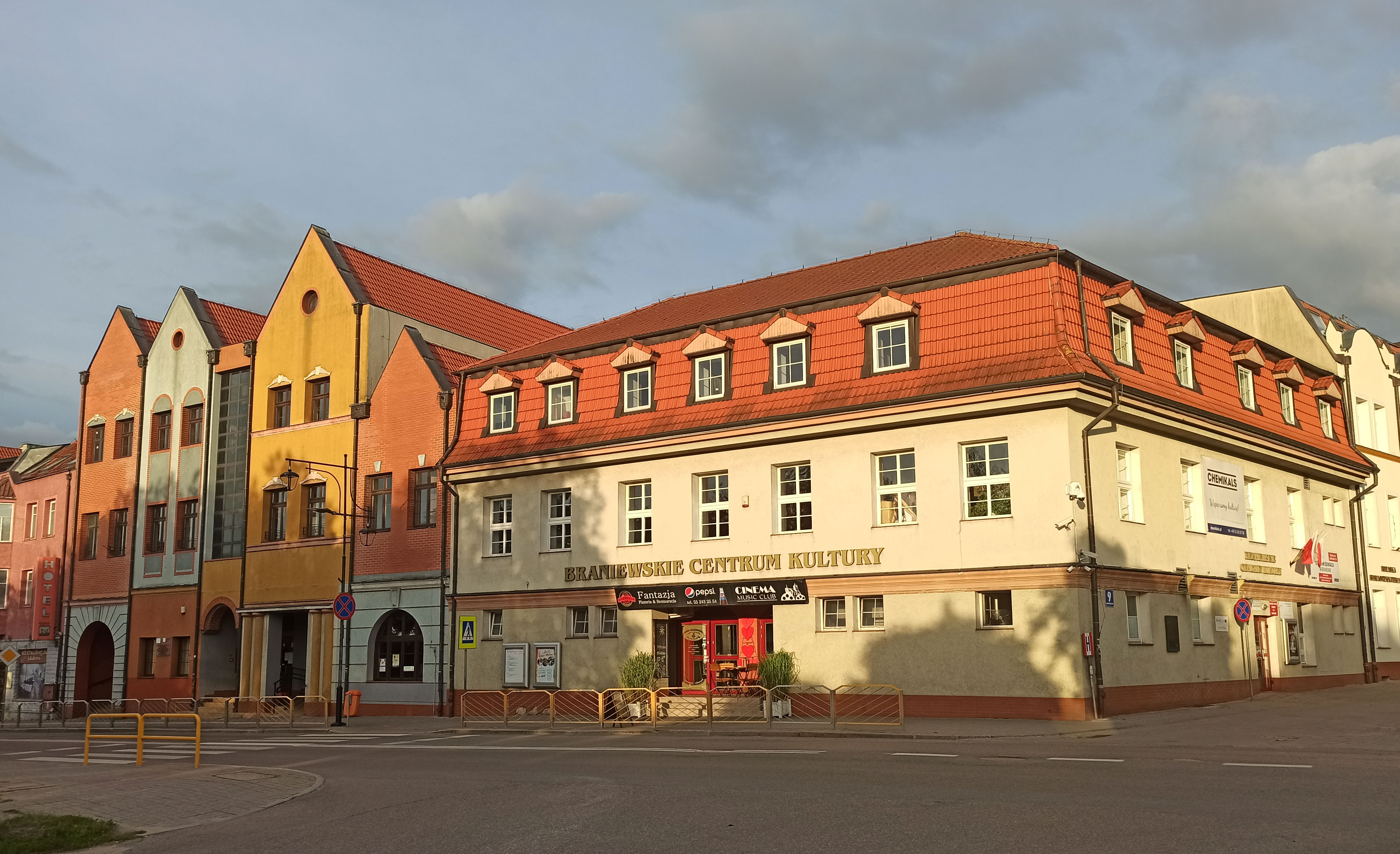
Braniewskie Centrum Kultury – tu przez IV stulecia znajdował się Dwór Artusa

Nazwa została zaczerpnięta ze średniowiecznej legendy o królu Arturze, symbolu rycerskości i odwagi. Najpierw w Anglii, a potem również w innych krajach germańskich, nazywano jego imieniem domy spotkań rycerstwa i patrycjatu. W Polsce dwory Artusa zakładane i odwiedzane były przez przedstawicieli warstwy mieszczańskiej i gromadziły elitę miejską. W Braniewie Dwór Artusa był również oznaką przynależności miasta do Hanzy. Faktycznie była to ekskluzywna gospoda, w której spotykali się mieszczanie, gdzie podejmowano ważnych gości czy urządzano wesela.
Pierwsza wzmianka o jego istnieniu pochodzi z 1353 roku, kiedy to służący z zajazdu otrzymał prawa miejskie i został wpisany do księgi obywateli miasta. W Braniewie Dwór Artusa był połączony z bractwem kurkowym i bractwem św. Jerzego. Dwór posiadał własne statuty wydane w 1400 roku, które spisane były w 22 punktach. Kolejne statuty Dworowi zostały nadane 21 września 1583 przez biskupa Kromera, w których biskup starał się nadać instytucji kościelny charakter.
Dwór Artusa w Braniewie był znany z bogatego asortymentu serwowanych w nim win. Wina były składowane w piwnicach dworu. Czasami win była tak duża ilość, że wynajmowano również na ten cel piwnice znajdującego się po drugiej stronie ulicy Długiej ratusza miejskiego.
Prócz wina dostępny był również bogaty wybór piwa, m.in. z Lubeki, Rostocku, Brunszwiku oraz ciemnego z Wismaru. Miejscowe piwo nosiło nazwę „Stürz den Kerl” („Powalacz chłopa”). Ponadto cały wystrój i wyposażenie dworu było bardzo bogate. Część jego padło łupem Szwedów po zdobyciu miasta w 1626 roku.

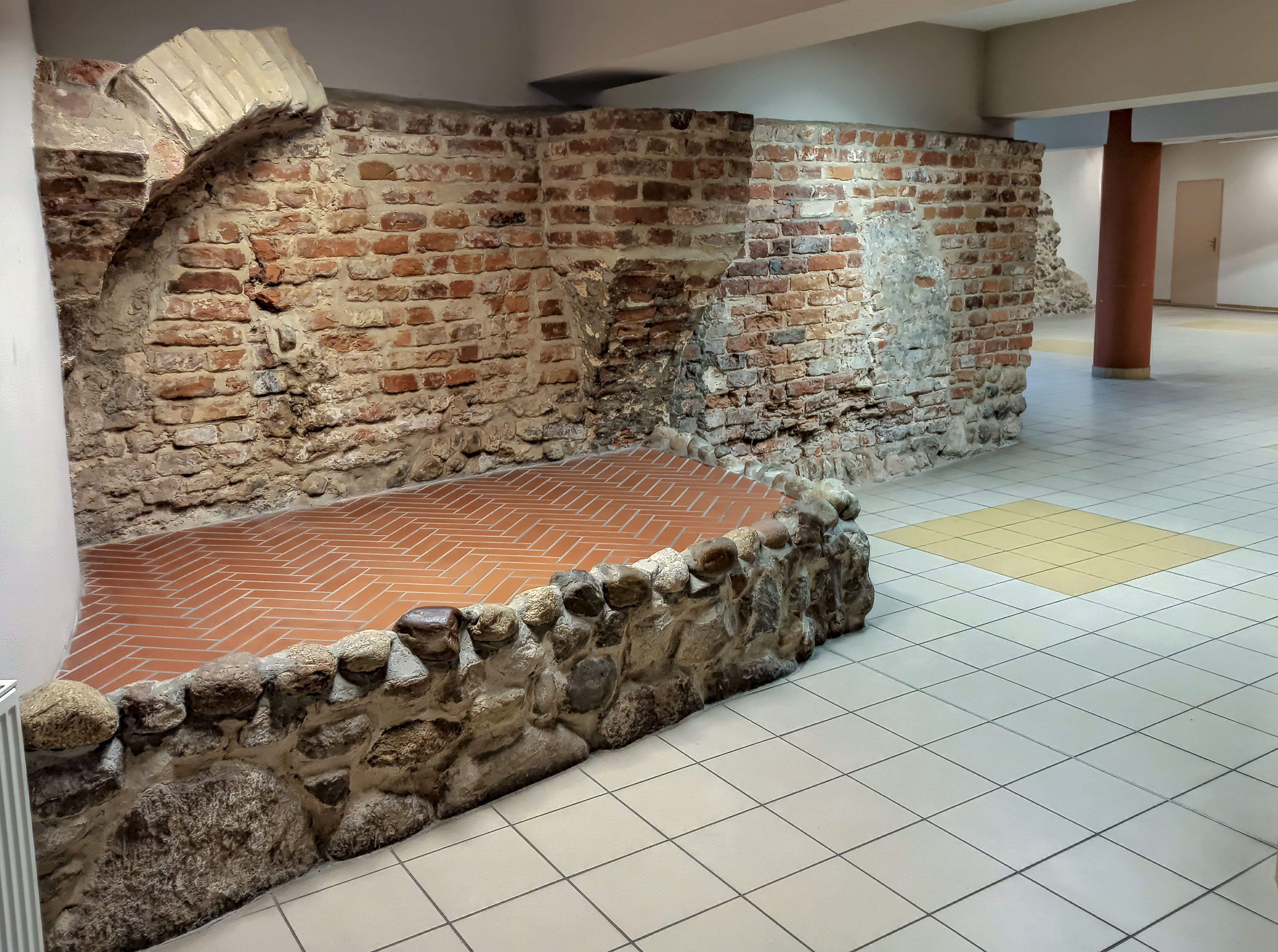
Zachowane fragmenty średniowiecznych piwnic pod Dworem Artusa...

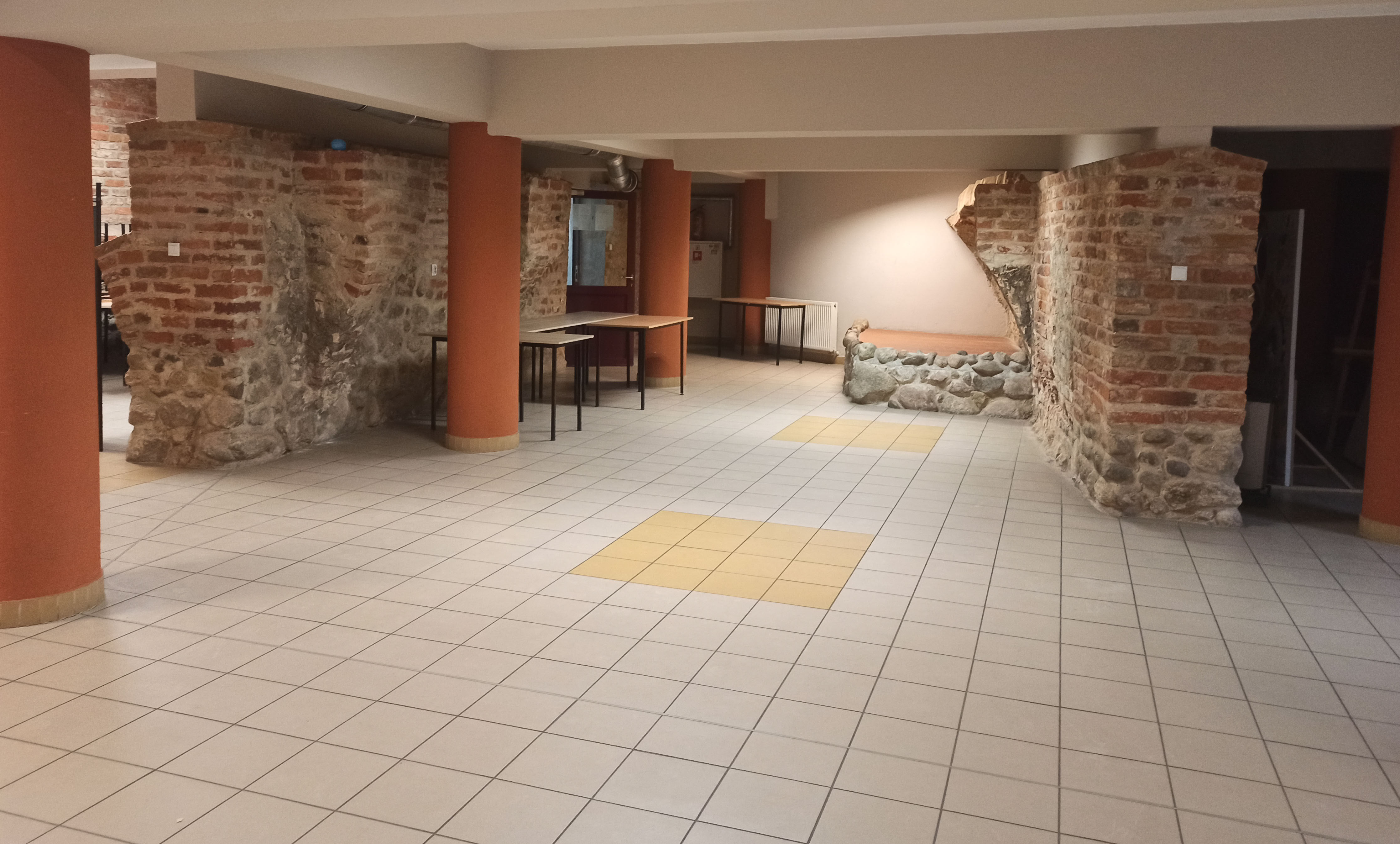
...współcześnie niestety puste

W połowie XVIII w. Dwór Artusa praktycznie przestał funkcjonować. W latach 1759–1760 dokonano rozbiórki budynku, gdyż z powodu złego stanu technicznego groził on zawaleniem. W 1784 plac po budynku wraz przyległymi kamienicami sprzedano mieszczaninowi Georgowi Lunitzowi, z zastrzeżeniem, że na tym miejscu zostanie wzniesiony dom. Ponieważ Lunitz nie wywiązywał się z umowy, plac budowy w 1785 przejął urzędnik miejski Johann Gottfried Teichmann, który otrzymał specjalną pomoc państwową na wybudowanie w tym miejscu nowego budynku.
Na początku XIX w. budynek nabył kupiec Friedrich Ferdinand Kuckein (1777–1863), który urządził na parterze restaurację i sklep, a na piętrze zamieszkał z rodziną. W tym domu gościł 9 września 1840 król Prus Fryderyk Wilhelma IV wraz z królową Elżbietą, zaś w nocy 22/23 maja 1865 nocował tu car Rosji Aleksander II Romanow z pierwszą żoną Marią Aleksandrowną Romanow oraz wraz z 90-osobową świtą. Następnym właścicielem budynku został syn Kuckeina – również Ferdinand Kuckein, zaś jego spadkobiercy zamieszkiwali dom do okresu międzywojennego. W 1936 budynek nabył kupiec z Elbląga Georg Broschinski, który przebudował kamienicę na kino, nadając mu historyczną nazwę Artushof. Kino to funkcjonowało do 1945 roku.
W ostatnim roku II wojny światowej, w lutym 1945, rozpoczęło się bombardowanie miasta przez wojska radzieckie. Zacięte walki o Braniewo trwały blisko 2 miesiące i zostało zniszczone w 80–85%. W wyniku działań wojennych zniszczona została także starówka wraz z kinem, lecz budynek choć zniszczony przetrwał wojnę. Po wojnie, w 1956 roku, został odbudowany i powstało w nim kino „DAR”. W latach 90. XX wieku z inicjatywy Tadeusza Kopacza, burmistrza Braniewa, rozpoczęto program rewitalizacji Starego Miasta, odtworzone zostały sąsiadujące kamienice (gdzie przeniesiono salę kinową) co stworzyło duży kompleks kulturalno-rozrywkowy, oddany do użytku w 2006 roku jako Braniewskie Centrum Kultury.